# Pandava laminata
Pandava laminata là một loài nhện thuộc họ Titanoecidae. Loài này được mô tả khoa học năm 1878 bởi Tord Tamerlan Teodor Thorell. Loài này phân bố ở Trung Quốc, New Guinea, quần đảo Marquesas và Đài Loan.